# Malus prunifolia
Espèce
Malus prunifolia est une espèce de plantes à fleurs de la famille des Rosaceae. C'est un pommier connu sous le nom de pommier à feuilles de prunier, ou pommier à feuilles de prunus. Il est originaire de Chine, et est implanté dans d'autres territoires comme arbre ornemental ou en porte-greffe. Il atteint 3 à 8 mètres de hauteur et porte des fleurs blanches, et des fruits jaunes ou rouges. Il a été décrit botaniquement par Carl Ludwig Willdenow (Willd.) initialement comme Pyrus, puis associé au genre Malus en 1803.

## Implantation
Malus prunifolia se trouve en Chine, notamment dans les provinces de Gansu, Guizhou, Hebei, Henan, Liaoning, Nei Mongol, Qinghai, Shaanxi, Shandong, et Shanxi. Il est implanté à des hauteurs très variables, qui vont de plaines au niveau de la mer à des pistes en montagne, à 1 300 m. Il est aujourd'hui implanté dans d'autres territoires comme arbre ornemental ou en porte-greffe.

## Variétés
Malus prunifolia a au moins quatre variétés, dont certaines sont cultivées pour leurs fruits, :
- M. prunifolia var. obliquipedicellata  X.W. Li & J.W. Sun
- M. prunifolia var. prunifolia
- M. prunifolia var. ringo  Asami (pommier chinois)
- M. prunifolia var. rinki  (Koidz.) Rehder P.L.Wilson (Pommetier colonnaire rose Rinki)